# Orel korunkatý
Orel korunkatý (Stephanoaetus coronatus) je velký dravec, který se vyskytuje v subsaharské Africe.

## Taxonomie
Tento druh prvně popsal Carl Linné v dvanáctém vydání Systema naturae, které publikoval v roce 1766, jako Falco coronatus.
Je to jediný žijící zástupce rodu Stephanoaetus, druhý zástupce – Stephanoaetus mahery – vyhynul poté, co lidé osídlili Madagaskar.

## Popis
Orel korunkatý patří mezi velké a mohutné orly. Na délku měří 80 až 99 centimetrů a je tedy pátý nejdelší orel. Samice jsou s váhou 3,2–4,7 kg o 10 až 15 % těžší než samci, kteří váží 2,55–4,12 kg. Je to devátý nejtěžší žijící orel. Rozpětí křídel většinou činí 1,51 až 1,81 m. Jde o poměrně krátké rozpětí křídel k velikosti ptáka – skoro stejné má orel okrový (Aquila rapax) či orlík krátkoprstý (Circaetus gallicus), což jsou druhy, které váží zhruba dvakrát méně než orel korunkatý. Nicméně křídla tohoto orla jsou dosti široká – širší než například křídla orla skalního, jehož křídla jsou výrazně delší. Ocas orla korunkatého je 31 až 41 centimetrů dlouhý, medián délky ocasu je 31,5 cm u samců a 34,8 cm u samic.

## Rozšíření a habitat

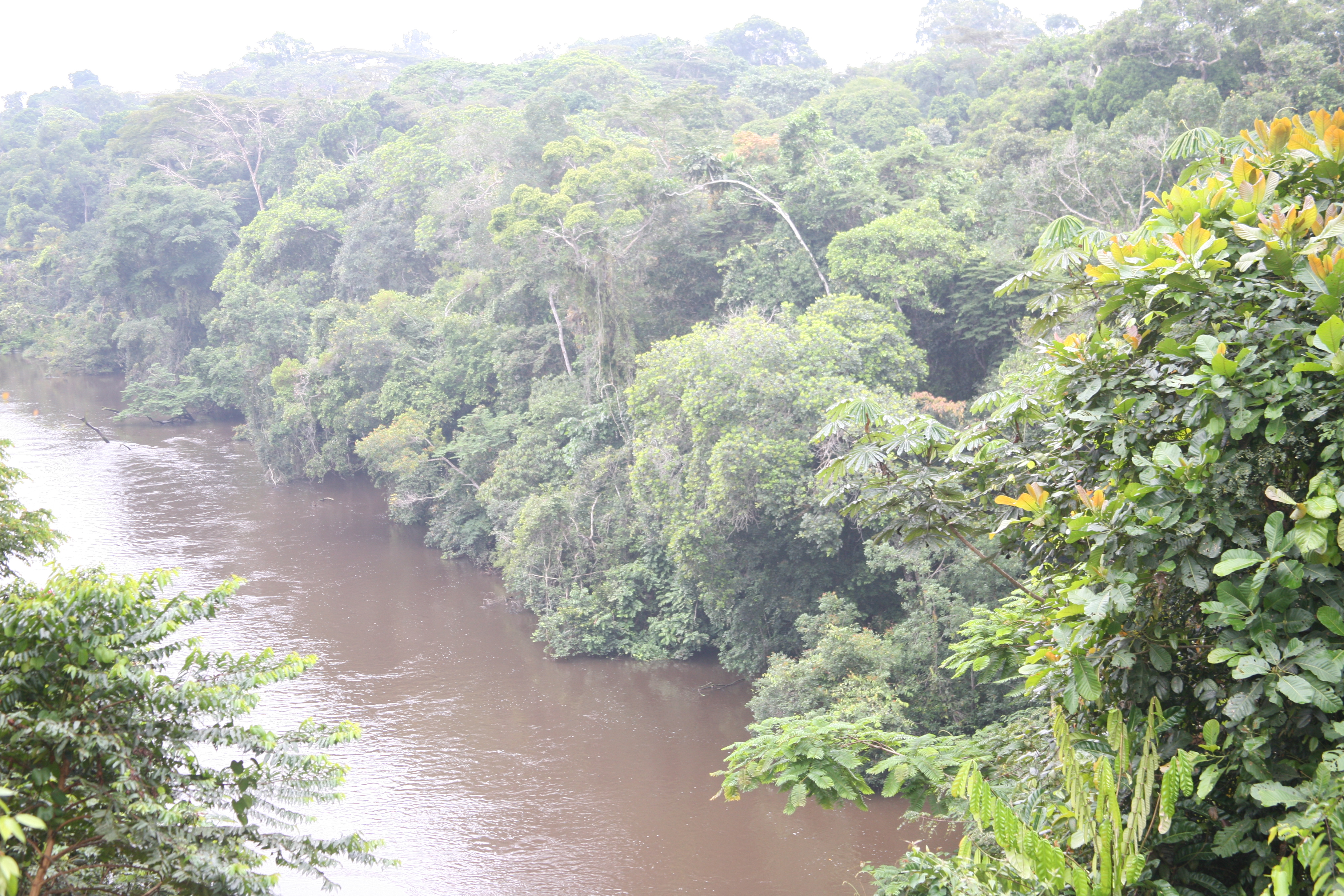
Habitat orla korunkatého

Tento orel se vyskytuje pouze v Africe. Obývá zejména luhy, ale i jiné lesy. Vyskytuje se v oblastech s nadmořskou výškou 0 až 3000 m n. m. (minimálně, občas obývá i oblasti, které mají vyšší nadmořskou výšku). Orel korunkatý má poměrně krátká křídla a dlouhý ocas. Je proto dobře přizpůsobený k lovu v lesích. Lovící orel prolétá mezi korunami stromů a pokud spatří kořist, vrhne se na ni střemhlavým letem, pak úlovek vynese na silnou větev, kde ji požírá. Potravou tohoto orla jsou převážně savci. Loví často opice (kočkodany, mangabeje, ale i mláďata šimpanzů), damany, veverky, menší druhy šelem a kopytníků (antilopy chocholatky, lesoně, mladé štětkouny). Je schopen odnést kořist až do hmotnosti 10 kg. Výjimečně byly popsány i útoky na děti, orel korunkatý je tak zřejmě jediným recentním dravcem, pro něhož může člověk představovat přirozenou kořist.
V Česku je chován v zoo Zlín.

## Status
V roce 2012 byl IUCN definován jako téměř ohrožený taxon.